# Marco Tasca
Marco Tasca, né le 9 juin 1957 à Sant'Angelo di Piove di Sacco dans la province de Padoue, en Vénétie, est un prêtre catholique italien de l'ordre des frères mineurs conventuels, archevêque de Gênes depuis le 8 mai 2020. Il succède au cardinal Angelo Bagnasco, qui a démissionné en raison de la limite d'âge.

## Biographie
Marco Tasca naît à Sant'Angelo di Piove di Sacco, dans la province de Padoue, le 9 juin 1957.
Il entre au séminaire séraphique de Camposampiero en 1968. À la fin de l'année de noviciat, il fait sa profession temporaire à la basilique Saint-Antoine de Padoue le 17 septembre 1977. Il prononce ses vœux solennels le 28 novembre 1981. Il est ordonné prêtre le 19 mars 1983 par l'archevêque Filippo Franceschi (it), évêque de Padoue.
À partir de 1994, il devient recteur des frères étudiants en théologie au post-noviciat de Padoue, au couvent Sant'Antonio Dottore, jusqu'en 2001.
En 2007, il participe au 199e chapitre général ordinaire du Sacré Couvent d'Assise.
Le 26 mai, il est élu Ministre général des franciscains conventuels. Six ans plus tard, le 29 janvier 2013, le 200e chapitre de l'ordre le confirme ministre général pour un nouveau mandat de six ans.
De 2007 à 2019, il est aussi grand chancelier de la faculté pontificale de théologie Saint-Bonaventure.
Le 8 mai 2020, le pape François le nomme archevêque métropolitain de Gênes. Il succède au cardinal Angelo Bagnasco, qui a démissionné en raison de la limite d'âge. Il sera consacré par le cardinal Angelo Bagnasco le 11 juillet suivant.